# Fabrezan
Fabrezan (okzitanisch Fabresan) ist eine Gemeinde mit 1.254 Einwohnern (Stand 1. Januar 2022) in Frankreich und liegt im Département Aude, in der Region Okzitanien. Fabrezan ist Teil des Gemeindeverbandes Communauté de communes Région Lézignanaise, Corbières et Minervois. Der Ort liegt am Zusammenfluss von Orbieu und Nielle. Der Schriftsteller und Erfinder Charles Cros wurde hier im Jahr 1842 geboren.
Die Einwohner der Gemeinde heißen Fabrezanais.
Ein Teil der landwirtschaftlichen Flächen dient dem Weinbau und die Weinberge liegen innerhalb der geschützten Herkunftsbezeichnung Corbières.

## Bevölkerungsentwicklung
| Jahr | Einwohner |
| ---- | --------- |
| 1962 | 1088      |
| 1968 | 1137      |
| 1975 | 1024      |
| 1982 | 991       |
| 1990 | 1046      |
| 1999 | 1086      |
| 2016 | 1308      |